# Yard

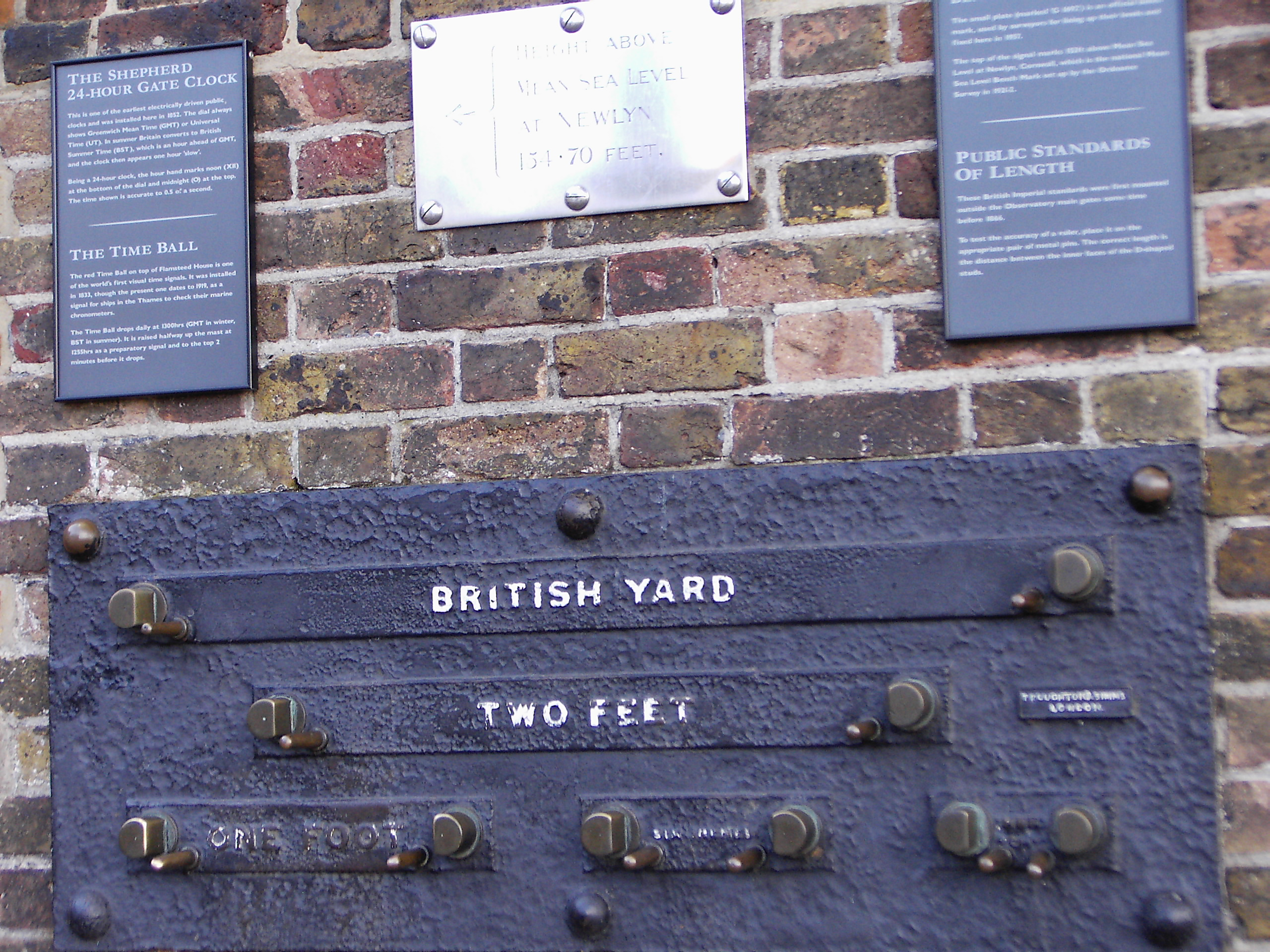
Etalons aan de muur van het Koninklijk Greenwich Observatorium, Londen

De yard is een Angelsaksische lengtemaat.
Het eenheidssymbool is yd. Een yard is exact 91,44 centimeter (1143/1250 meter) en is gelijk aan 3 feet of aan 36 inches. 1760 yards is gelijk aan 1 mijl.
De standaardetalon voor de yard werd gemaakt in de 18e eeuw en door het Britse parlement aangenomen in 1824. In 1834 ging deze standaard verloren bij de brand in het parlement en een nieuwe standaardetalon in brons werd daarna gemaakt. De Verenigde Staten als voormalige Britse kolonie namen de yard over, al werd in 1866 het metrisch stelsel als facultatief erkend.